# Bush Bucks
Bush Bucks este un club de fotbal din orașul Mthatha, din provincia Eastern Cape, Africa de Sud, care în prezent activează în liga a treia.

## Istoria clubului
În 1902, în orașul Durban, avea să se întemeieze una dintre cele mai de promițătoare echipe ale acelor vremuri, Durban Buch Bucks. Este considerat cel mai vechi club în activitate în fotbalul sudafrican, chiar dacă la mijlocul anului 2006, din cauza problemelor financiare clubul s-a desființat. De-a lungul istoriei clubul capătă si un alt nume în 1959 de Umtata Buch Bucks, când un oficial al clubului mută echipa în Mthatha sau Umtata din provincia Eastern Cape. Fiind una dintre cluburile fondatoare ale NSL create în 1985, pe care la și câștigat la debut, după 17 sezoane consecutive, în 2001 Buch Bucks se mută în East London. Între timp NSL devine PSL. După alte două sezoane, în 2003, echipa retrogradează în liga a doua NFD. După un singur sezon petrecut în liga a doua, echipa revine în PSL în sezonul 2004-2005, iar după ultimul sezon petrecut în PSL 2005-2006, în care au și retrogradat, clubul se desființează. 
În 2007, se reființează clubul Bush Bucks și este considerat succesorul clubului defunct, după nici un an de la dispariți sa, de pe harta fotbalului sudafrican. Singurul proprietar este Sturu Pasiya, care a cumpărat o licență pentru a participa în liga Vodacom de la Lion City FC. Actualmente, echipa joacă în divizia SAFA Second Division din Eastern Cape.
La nivel internațional, urmau să concureze în Cupa CAF din 1997, dar clubul a renunțat la turneu înainte de a juca în prima etapă a primei runde împotriva Mochudi Centre Chiefs din Botswana.

## Palmares
| Campionatul Național                                                                 | Cupele Naționale                                 | Cupele Naționale                        | Cupele Naționale                                                         |
| - Premier Soccer League (1) : - Campioni : 1985. - Locul 2 : 1986. - Locul 3 : 1994. | - Cupa Africii de Sud (0) : - Semifinale : 2000. | - Cupa MTN 8 (0) : - Semifinale : 1987. | - Cupa Ligii (3) : - Câștigători : 1987, 1993, 1996. - Finalistă : 1984. |

## Cupe
| \| 1984 \| Bush Bucks \| 1 - 2 \| Kaizer Chiefs \| \| 1987 \| Bush Bucks \| 2 - 1 \| Orlando \| \| 1993 \| Bush Bucks \| 3 - 1 \| Engen Santos \| \| 1996 \| Bush Bucks \| 1 - 0 \| Qwa Qwa Stars \| |            |       |               |
| 1984 | Bush Bucks | 1 - 2 | Kaizer Chiefs |
| 1987 | Bush Bucks | 2 - 1 | Orlando       |
| 1993 | Bush Bucks | 3 - 1 | Engen Santos  |
| 1996 | Bush Bucks | 1 - 0 | Qwa Qwa Stars |

| 1984 | Bush Bucks | 1 - 2 | Kaizer Chiefs |
| 1987 | Bush Bucks | 2 - 1 | Orlando       |
| 1993 | Bush Bucks | 3 - 1 | Engen Santos  |
| 1996 | Bush Bucks | 1 - 0 | Qwa Qwa Stars |

| \| 1987 \| Bush Bucks \| 1 - 3 \| Rangers Africa \| \| 1987 \| Bush Bucks \| 1 - 0 \| Hellenic \| \| 1993 \| Bush Bucks \| 3 - 2 \| Hellenic \| \| 1996 \| Bush Bucks \| 3 - 2 \| SuperSport \| \| 2000 \| Bush Bucks \| 1 - 3 \| Kaizer Chiefs \| |            |       |                |
| 1987 | Bush Bucks | 1 - 3 | Rangers Africa |
| 1987 | Bush Bucks | 1 - 0 | Hellenic       |
| 1993 | Bush Bucks | 3 - 2 | Hellenic       |
| 1996 | Bush Bucks | 3 - 2 | SuperSport     |
| 2000 | Bush Bucks | 1 - 3 | Kaizer Chiefs  |

| 1987 | Bush Bucks | 1 - 3 | Rangers Africa |
| 1987 | Bush Bucks | 1 - 0 | Hellenic       |
| 1993 | Bush Bucks | 3 - 2 | Hellenic       |
| 1996 | Bush Bucks | 3 - 2 | SuperSport     |
| 2000 | Bush Bucks | 1 - 3 | Kaizer Chiefs  |